# كالدويل
كالدويل (بالإنجليزية: Caldwell, Texas)‏ هي مدينة تقع في مقاطعة برليسون، تكساس بولاية تكساس في شمال شرق الولايات المتحدة. تبلغ مساحة هذه المدينة 8.8 (كم²)، وترتفع عن سطح البحر 117 م، بلغ عدد سكانها 4012 نسمة في عام 2010 حسب إحصاء مكتب تعداد الولايات المتحدة وتصل الكثافة السكانية فيها 394 نسمة/كم2.

## التركيبة السكانية
حدّد مكتب تعداد الولايات المتحدة بيانات التركيبة السكانية لكالدويل في تعداد الولايات المتحدة. في ما يلي، التركيبة السكانية حسب تعدادي 2000 و2010.

### تعداد عام 2000
بلغ عدد سكان كالدويل 3,449 نسمة بحسب تعداد عام 2000، وبلغ عدد الأسر 1,322 أسرة وعدد العائلات 938 عائلة مقيمة في المدينة. في حين سجلت الكثافة السكانية 339.5 نسمة لكل كيلومتر مربع (879.3/ميل2). وبلغ عدد الوحدات السكنية 1,485 وحدة بمتوسط كثافة قدره 146.2 لكل كيلومتر مربع (378.7/ميل2).
وتوزع التركيب العرقي للمدينة بنسبة 71.24% من البيض و12.64% من الأمريكيين الأفارقة و0.17% من الأمريكيين الأصليين و0.09% من الأمريكيين ذوي الأصول الآسيوية و13.71% من الأعراق الأخرى و2.15% من عرقين مختلطين أو أكثر و22.96% من الهسبانيون أو اللاتينيون من أي عرق.
بلغ عدد الأسر 1,322 أسرة كانت نسبة 39.9% منها لديها أطفال تحت سن الثامنة عشر تعيش معهم، وبلغت نسبة الأزواج القاطنين مع بعضهم البعض 52.5% من أصل المجموع الكلي للأسر، ونسبة 14.1% من الأسر كان لديها معيلات من الإناث دون وجود شريك،  بينما كانت نسبة 4.3% من الأسر لديها معيلون من الذكور دون وجود شريكة وكانت نسبة 29% من غير العائلات. تألفت نسبة 26.3% من أصل جميع الأسر من عدة أفراد يعيشون في نفس المنزل ونسبة 15.8% كانت تتألف من شخص يعيش بمفرده يبلغ من العمر 65 عاماً أو أكثر. وبلغ متوسط حجم الأسرة المعيشية 2.61، أما متوسط حجم العائلات فبلغ 3.16.
بلغ العمر الوسطي للسكان 34.0 عاماً. وكانت نسبة 28.8% من القاطنين تحت سن الثامنة عشر، وكانت نسبة 9.5% بين الثامنة عشر والرابعة والعشرين عاماً، ونسبة 26.7% كانت واقعةً في الفئة العمرية ما بين الخامسة والعشرين والرابعة والأربعين عاماً، ونسبة 20.5% كانت ما بين الخامسة والأربعين والرابعة والستين، ونسبة 14.5% كانت ضمن فئة الخامسة والستين عاماً فما فوق. يوجد لكل 100 أنثى 87.0 ذكر، ويوجد لكل 100 أنثى في الثامنة عشر من عمرها فما فوق 83.2 ذكر.
بلغ متوسط دخل الأسرة في المدينة 29,936 دولارًا، أما متوسط دخل العائلة فبلغ 37,658 دولارًا. وكان متوسط دخل الذكور 25,745 دولارًا مقابل 20,306 دولارًا للإناث. وسجل دخل الفرد الخاص بالمدينة 14,141 دولارًا. وكانت نسبة 14.2% من العائلات ونسبة 17.9% من السكان تحت خط الفقر، وكان من هؤلاء نسبة 21.1% تحت سن الثامنة عشر ونسبة 12.2% في الخامسة والستين من العمر وما فوق.

### تعداد عام 2010
بلغ عدد سكان كالدويل 4,104 نسمة بحسب تعداد عام 2010، وبلغ عدد الأسر 1,452 أسرة وعدد العائلات 1,040 عائلة مقيمة في المدينة. في حين سجلت الكثافة السكانية 403.9 نسمة لكل كيلومتر مربع (1,046.1/ميل2). وبلغ عدد الوحدات السكنية 1,646 وحدة بمتوسط كثافة قدره 162 لكل كيلومتر مربع (419.6/ميل2).
وتوزع التركيب العرقي للمدينة بنسبة 74.07% من البيض و12.69% من الأمريكيين الأفارقة و0.49% من الأمريكيين الأصليين و0.22% من الأمريكيين ذوي الأصول الآسيوية و10.43% من الأعراق الأخرى و2.10% من عرقين مختلطين أو أكثر و27.58% من الهسبانيون أو اللاتينيون من أي عرق.
بلغ عدد الأسر 1,452 أسرة كانت نسبة 39.3% منها لديها أطفال تحت سن الثامنة عشر تعيش معهم، وبلغت نسبة الأزواج القاطنين مع بعضهم البعض 51.4% من أصل المجموع الكلي للأسر، ونسبة 15.5% من الأسر كان لديها معيلات من الإناث دون وجود شريك،  بينما كانت نسبة 4.7% من الأسر لديها معيلون من الذكور دون وجود شريكة وكانت نسبة 28.4% من غير العائلات. تألفت نسبة 24.7% من أصل جميع الأسر من عدة أفراد يعيشون في نفس المنزل ونسبة 12.7% كانت تتألف من شخص يعيش بمفرده يبلغ من العمر 65 عاماً أو أكثر. وبلغ متوسط حجم الأسرة المعيشية 2.71، أما متوسط حجم العائلات فبلغ 3.22.
بلغ العمر الوسطي للسكان 36.2 عاماً. وكانت نسبة 28.3% من القاطنين تحت سن الثامنة عشر، وكانت نسبة 8.8% بين الثامنة عشر والرابعة والعشرين عاماً، ونسبة 24.3% كانت واقعةً في الفئة العمرية ما بين الخامسة والعشرين والرابعة والأربعين عاماً، ونسبة 22.4% كانت ما بين الخامسة والأربعين والرابعة والستين، ونسبة 16.2% كانت ضمن فئة الخامسة والستين عاماً فما فوق. وتوزع التركيب الجنسي للسكان بنسبة 48% ذكور و52% إناث.

## أعلام
- تشارلي ماكنيل
- تشارلي كروجر
- ألفرد جاكسون
- نيد مكدونالد
- رولف كروجر

## وصلات خارجية
- The US50 - Cities and Towns in Texas State